# Tami
Tami (hebr. תַּמִ"י, akronim od nazwy תנועת מסורת ישראלית, Tnuat Masoret Jisra’elit, czyli Ruch Izraelskiego Dziedzictwa) – izraelska, sefardyjska partia polityczna powstała w 1981 roku.

## Powstanie partii
W 1977 roku zwycięstwo Likudu było w dużej mierze zasługą głosów Żydów sefardyjskich i mizrachijskich. Wiązali oni dużą nadzieję z partią Menachema Begina na zmianę polityki rządowej wobec nich. Jednak już na początku lat 80. XX wieku rzeczywistość polityczna utwierdziła ich w tym, że nowy rząd nie jest w stanie zaoferować im nic nowego. W wyniku tego w Izraelu narodziły się ruchy mające wywrzeć oddolny wpływ na politykę względem tzw. „Żydów orientalnych”. W rezultacie w polityce pojawiło się wielu polityków z silną tożsamością i samoświadomością pochodzenia mizrachijskiego lub sefardyjskiego. Radykalizacja postaw tych grup społecznych sprawiła, że politycy tacy jak Aharon Abuchacira czy Dawid Lewi musieli zacząć postępować tak jak oni. W rezultacie doszło do starć na tle personalnym i ambicjonalnym. Tami powstało w przededniu wyborów w 1981 roku, kiedy Abuchacira opuścił Mafdal (Narodowa Partia Religijna), który nie chciał go poprzeć w procesie o korupcję, co postrzegane było za dyskryminację sefardyjskich członków partii.

## Ideologia partii
Mimo radykalizmu swojego lidera Tami była partią nawołującą do poszanowania praw i przywilejów wszystkich obywateli bez względu na religię czy pochodzenie etniczne. Abuchacira dążył do udowodnienia, że Mizrachijczycy i Sefardyjczycy są dojrzali politycznie i mogą decydować o kraju na równi z Izraelczykami pochodzenia aszkenazyjskiego. Mimo postulatów odwołujących się do ogółu społeczeństwa, to największe poparcie Tami uzyskiwała wśród „Żydów orientalnych”.

## Historia partii
Początki partii były bardzo imponujące. Program Tami i osoba jej lidera sprawiły, że partia w wyborach w 1981 roku uzyskała aż 3 mandaty. Abuchacira zdobył poparcie wśród różnych grup zawodowych Sefardyjczyków i Mizrachijczyków. Ideologicznie partia umiejscowiła się w centrum, pomiędzy lewicą i prawicą, imigrantami a sabrami, religijnymi i świeckimi. Mimo obiecującego początku Tami nie potrafiła stworzyć silnej i realnej alternatywy dla aszkenazyjskiej dominacji w izraelskiej polityce. Abuchacira nie był w stanie zaproponować zmian społecznych i ekonomicznych dla reprezentowanych społeczności. Mimo swojej słabości partia Tami przygotowała grunt pod działanie społeczno-polityczne Szasu, który w kolejnych wyborach przejął dużą część wyborców Abuchaciry. Po 1984 roku Abuchacira i działacze Tami dołączyli do Likudu.

## Wyniki wyborcze
| Data | Liczba mandatów | Politycy                                         | Liczba głosów | Procent głosów |
| ---- | --------------- | ------------------------------------------------ | ------------- | -------------- |
| 1981 | 3/120           | Aharon Abuchacira, Ben-Cijjon Rubin, Aharon Uzan | 44.466        | 2,3%           |
| 1984 | 1/120           | Aharon Abuchacira                                | 31.103        | 1,5%           |